# لغو سیستم هان
لغو سیستم هان (به ژاپنی: 廃藩置県 haihan-chiken) در امپراتوری ژاپن و جایگزینی آن با استان‌های ژاپن در سال ۱۸۷۱، نقطه اوج اصلاحات میجی بود که از سال ۱۸۶۸ و در آغاز دوره میجی شروع شده بود. (در حال حاضر، ۴۷ استان از استان هوکایدو تا استان اوکیناوا در ژاپن وجود دارد)
تحت اصلاحات، تمام دایمیو‌ها (اربابان فئودال) مجبور بودند قدرت خود را به امپراتور میجی و دودمان یاماتو بازگردانند این فرایند در چندین مرحله انجام شد و در نتیجه یک دولت جدید متمرکز، دولت میجی جایگزین سیستم فئودالی قدیمی ارباب‌رعیتی با یک الیگارشی جدید الیگارشی میجی شد.